# Ammannia verticillata
Ammannia verticillata là một loài thực vật có hoa trong họ Lythraceae. Loài này được (Ard.) Lam. mô tả khoa học đầu tiên năm 1783.